# 760
| Calendário gregoriano                                                        | 760 DCCLX                       |
| Ab urbe condita                                                              | 1513                            |
| Calendário arménio                                                           | 209 – 210                       |
| Calendário bahá'í                                                            | -1084 – -1083                   |
| Calendário budista                                                           | 1304                            |
| Calendário chinês                                                            | 3456 – 3457                     |
| Calendário copta                                                             | 476 – 477                       |
| Calendário etíope                                                            | 752 – 753                       |
| Calendários hindus - Vikram Samvat - Calendário nacional indiano - Cáli Iuga | 815 – 816 681 – 682 3860 – 3861 |
| Calendário Holoceno                                                          | 10760                           |
| Calendário islâmico                                                          | 142 – 143                       |
| Calendário judaico                                                           | 4520 – 4521                     |
| Calendário persa                                                             | 138 – 139                       |
| Calendário rúnico                                                            | 1010                            |
| Calendário solar tailandês                                                   | 1303                            |

760 ('DCCLX, na numeração romana) foi um ano bissexto do século VIII do  Calendário Juliano, da Era de Cristo, e as suas letras dominicais foram F e E, totalizando 52 semanas, com início a uma terça-feira e terminou a uma quarta-feira.
| Ano completo                          |
| ------------------------------------- |
| Ano bissexto com início à terça-feira |

## Eventos
- A cidade maia de Dos Pilas (atualmente na Guatemala) é abandonada.

## Nascimentos
- Angilberto — diplomata, abade e poeta franco que serviu Carlos Magno  (m. 814).
- Esmaragdo de São Mihiel — monge beneditino e homilista  (m. 840).
- Jonas de Orleães — bispo de Orleães  (m. 843).
- Teófanes, o Confessor —  aristocrata, cronista e monge asceta bizantino (m. 817 ou 818).
- Tomás, o Eslavo — comandante militar e líder rebelde bizantino  (m. 823).

## Mortes
- 26 de outubro — Cuteberto da Cantuária — arcebispo da Cantuária.
- João VI de Jerusalém — patriarca de Jerusalém.